# Gustav Eversberg
Gustav Eversberg (* 1. September 1940) ist ein ehemaliger deutscher Fußballspieler. Von 1965 bis 1968 absolvierte er beim VfL Bochum in der damals zweitklassigen Fußball-Regionalliga West 107 Ligaspiele und erzielte 55 Tore.

## Karriere
Gustav Eversberg begann seine Karriere beim SC Dahlhausen. Nach der Runde 1963/64 der Verbandsliga Westfalen wechselte Eversberg zum Ligakonkurrenten VfL Bochum. Die Elf von Präsident Ottokar Wüst und Trainer Hubert Schieth gewann 1964/65 die Meisterschaft in Westfalen und stieg nach drei Entscheidungsspielen (4:1; 0:1; 1:1 n. V.) gegen die SpVgg Erkenschwick nach Münzwurfentscheidung, in die Regionalliga West auf. Beim Aufstieg waren schon die Mitspieler Horst Christopeit (Torhüter), Gerd Wiesemes, Heinz Hermani und Karl-Heinz Böttcher an der Seite des offensiven Mittelfeldspielers Eversberg dabei. Eversberg wird mit 31 Spielen und 20 Toren in der Verbandsliga für die Elf von der Castroper Straße geführt. In der Debütrunde in der Regionalliga West, 1965/66, belegten die Blau-Weißen des VfL Bochum den 12. Rang und Eversberg hatte in 32 Ligaspielen zwölf Tore erzielt. Im zweiten Regionalligajahr, 1966/67, gehörte der VfL mit dem vierten Rang bereits der Spitzengruppe im Westen an. Mit 20 Toren belegte er hinter Torschützenkönig Ernst Kuster von Arminia Bielefeld den zweiten Rang in der West-Torschützenliste. Dies als Mittelfeldspieler und nicht als Mittelstürmer. Auch im dritten Jahr, 1967/68, führte er die interne VfL-Torschützenliste mit 15 Toren vor dem Talent Werner Balte mit 14 Treffern an; der VfL belegte unter dem neuen Trainer Hermann Eppenhoff den fünften Rang.
Sein größter sportlicher Erfolg war aber das Erreichen des DFB-Pokal-Finales im Jahr 1968. In der ersten Hauptrunde, am 27. Januar 1968, beim 3:1-Heimerfolg gegen den Karlsruher SC, besorgte er in der 70. Minute den Treffer zum 3:2-Endstand. Im Viertelfinale, 2:0-Sieg gegen Borussia Mönchengladbach und im Halbfinale gegen den FC Bayern München (2:1), bewies das "magische Dreieck" im Mittelfeld des VfL mit seinen zwei Kollegen Erich Schiller und Hans-Jürgen Jansen, dass es nicht nur in der regionalen Regionalliga West, glänzen und durchsetzen konnte. Im Spiel gegen die Elf von Trainer Hennes Weisweiler hatten es Eversberg und Kollegen mit dem Parademittelfeld der „Bökelbergelf“ mit Peter Dietrich, Günter Netzer und Herbert Laumen und im Spiel gegen den FC Bayern mit deren Größen Franz Beckenbauer, Franz Roth, Rainer Ohlhauser, Gerd Müller und Dieter Brenninger zu tun gehabt. Im Finale am 9. Juni 1968 erwies sich dann aber der 1. FC Köln mit den Offensivkräften wie Wolfgang Overath, Heinz Flohe, Carl-Heinz Rühl, Johannes Löhr und Heinz Hornig beim 4:1-Erfolg als überlegen.
Am 8. Dezember 1968 wurde Eversberg im Meisterschaftsspiel gegen Arminia Bielefeld schwer verletzt und musste durch die Folgen des Kreuzbandrisses seine Karriere im Alter von 28 Jahren als Sportinvalide beenden. Im Verlauf der Hinrunde 1968/69 hatte Eversberg in 13 Ligaspielen acht Tore erzielt.
Nach seinem offiziellen Karriereende spielte er noch beim Bochumer Bezirksligisten DJK Teutonia Ehrenfeld. Später war er noch als Trainer für den TuS Querenburg und den TuS Stockum neben seiner Arbeit als Maschinenschlosser bei der Heinrichshütte in Hattingen tätig.